# Un cas pour deux (série télévisée, 1981)
Ne doit pas être confondu avec Un cas pour deux (série télévisée, 2014).
Un cas pour deux (2014-)
Un cas pour deux (Ein Fall für zwei) est une série télévisée allemande en 300 épisodes de 60 minutes créée par Karl Heinz Willschrei et diffusée entre le 11 septembre 1981 et le 29 mars 2013 sur ZDF.

## Synopsis
À Francfort-sur-le-Main, le détective privé allemand Josef Matula, un ancien policier, travaille en collaboration avec un ami avocat. Ensemble, ils résolvent des affaires criminelles, que la justice ou la police ont souvent expédiées avec trop d'empressement.

## Distribution

### Détective
- Claus Theo Gärtner (VF : Jean-Luc Kayser de 1981 à 2004, Bruno Bulté de 2005 à 2010 et Pascal Germain de 2010 à 2013) : Hermann Josef Matula (1981-2013)

### Avocats
- Günter Strack (de) (VF : Jacques Deschamps) : Me Dieter Renz (épisodes 1 à 60) (1981-1988)

Voitures utilisées : Mercedes 220 W115, Opel Senator A2, Mercedes-Benz Classe S (300 SEL W126)
- Rainer Hunold (VF : Patrick Poivey en 1988 puis Joël Martineau de 1988 à 1997) : Me Rainer Franck (épisodes 60 à 149) (1988-1997)

Voitures utilisées : BMW Série 7 E32 (1988-1994) et E38 (1994-1996)
- Mathias Herrmann (de) (VF : Guillaume Lebon) : Me Johannes Voss (épisodes 149 à 182) (1997-2000)

Voiture utilisée : Mercedes-Benz Classe CLK
- Paul Frielinghaus (VF : Mathieu Buscatto de 2000 à 2004 puis de 2010 à 2013 et Tony Beck de 2005 à 2010) : Me Markus Lessing (épisode 182 à 300) (2001-2013)

Voiture utilisée : Mercedes-Benz Classe C W203 (2000-2006) et W204 (2007-2013)

### Secrétaires
- Renate Kohn (de) (VF : Blanche Rayne de 2000 à 2004 puis Myriam Thyrion de 2005 à 2008) : Helga Sommer (épisodes 24 à 256) (1984-2008)
- Caroline Grothgar (de) (VF : Valérie Muzzi de 2008 à 2010 puis Hélène Bizot de 2010 à 2013) : Kristin Wernstedt (épisodes 257 à 300) (2008-2013)

## Personnages

### Josef Matula
Hermann Josef Matula, né en 1943 à Oberhausen (Rhénanie-du-Nord-Westphalie), est un ancien policier de Francfort reconverti dans le métier de détective privé. Il travaille principalement pour un avocat, (Mes Dieter Renz dans les saisons 1 à 8, Rainer Franck dans les saisons 8 à 17, Johannes Voss dans les saisons 17 à 20 et Markus Lessing dans les saisons 21 à 32). Il a été obligé de quitter la police à la suite d'une sombre affaire à laquelle il avait été mêlé : en effet, il a couvert un jeune délinquant lors d'un cambriolage, car il avait une liaison avec la sœur de celui-ci. 
 Plus par pragmatisme que par amour du métier, cela lui permet de gérer son temps entre son goût pour les femmes, mais surtout pour la bière et le billard. C'est d'ailleurs un gag récurrent dans tous les épisodes. Les scénaristes ont toujours privilégié l'humour apportant au personnage un côté sympathique dans des situations difficiles et désagréables. On peut citer par exemple :
« Vous dérangez pas, je connais la sortie ! »
« Tertio la bouteille est vide, quatrio je m'en vais ! » (Maître Renz à l'attention de Matula).
« Toi, t'as pas une tête à manger des yaourts bio ! »
Depuis 2003, le personnage s'intéresse au football et est un grand fanatique de la saucisse de Francfort, à tel point que son ami Maître Lessing le surnomme « le mangeur de saucisses ». On peut noter une chose qui n'a pas changé depuis les premiers épisodes : Matula ne lit toujours pas de livres et confond un musicien de musique classique avec l'avant centre du club de football de Francfort !
Son activité préférée est le billard. Il en possède un chez lui. D'abord français, il l'a troqué pour un billard américain, les dernières années.

#### Matula et le tabac
Dans les premières saisons, Matula fume. Considérant certainement qu'il donnait une mauvaise image auprès de la jeunesse, on ne le voit ensuite plus fumer à partir de la huitième saison. Par contre, on verra régulièrement Matula boire de la bière et plus rarement du vin, seul ou avec ses amis avocats.
Tout à la fin de l'épisode 4 de la saison 9, on assiste à une scène en clin d'œil. Matula fouille toutes ses poches, jusqu'à ce qu'il sorte un paquet de cigarettes. Après en avoir mise une à la bouche, il cherche son briquet. Mais, une fois qu'il est prêt à l'allumer, il renonce à fumer.

#### Les méthodes de Matula
Souvent l'avocat avec lequel il travaille lui pose la question : « Mais comment as-tu réussi à acquérir ce document ?». Matula le regarde en souriant, sans rien dire. Et l'avocat de lâcher en riant : « Ok, je ne veux pas savoir comment tu as fait… »
Les dernières années, Matula fait appel aux services d'un hacker à l'accent de l'est de l'Europe. Pratique pour obtenir des informations sur le compte bancaire d'un suspect.

#### Déguisements
Il arrive à Matula de se déguiser, mais c'est assez rare. C'est le cas dans l'épisode L'argent du contrat, saison 11, où il porte perruque, moustache et lunettes de soleil, pour se cacher de la police, car il est à tort soupçonné de meurtre. Il en va de même dans Un mort à l’aube (épisodes 27-29), où il s'évade même de la préfecture de police lors de son interrogatoire.
Dans l'épisode 7 de la saison 6, il porte de fausses moustaches et des lunettes pour essayer de piéger un trafiquant de drogue.

#### Matula et la bagarre
Matula n'a peur de rien. Même quand il affronte des hommes physiquement plus forts que lui. Il réussit la plupart du temps à avoir le dessus, que ce soit par les mots, la force, la technique ou la ruse. Il est d'ailleurs rompu aux sports de combat. Dans Le Fauteur de trouble (Immer Ärger mit Ado, épisode 10, saison 4), alors qu'il travaille sur un chantier pour une enquête, il ne se défile pas devant les provocations d'un de ses collègues, particulièrement grossier et agressif. On assiste alors à une scène digne d'un film d'arts martiaux, où un « maître » donne une leçon de modestie à un colosse violent et brutal.
Plus rarement, Matula doit faire usage de son revolver pour être sûr de neutraliser celui qui pourrait l'agresser ou s'enfuir. En tout cas, il est un excellent tireur, reconnu par ses pairs (saison 10, épisode 6).
Lorsqu'il enquête, Matula est souvent assommé.
Quand il est blessé, Matula se plaint rarement, considérant que ce sont les risques du métier. Il s'est moqué gentiment de Me Lessing quand celui-ci avait une simple foulure et avait voulu aller à l'hôpital. Par contre, quand ses amis sont hospitalisés, il est le premier à faire le pied de grue dans les couloirs de l'hôpital, à demander des nouvelles aux médecins et infirmières.
Dans l'épisode Frères ennemis, il reçoit deux balles de revolver, et manque passer l'arme à gauche.

#### Une certaine précarité
Matula est constamment désargenté. En effet, quand il n'a pas de contrat, il se retrouve au chômage. On évoque ses dettes dans plusieurs épisodes. En manque de clients, il se résout à faire de petits boulots, et pas seulement pour ses enquêtes.
Ainsi, au début d'Un mort à l’aube (Morgengrauen, saison 4, épisode 7), Matula vient d'être engagé, sans contrat mais pour un gros salaire, comme concierge et gardien d'une grosse villa.
Au début de l'épisode 7 de la saison 6 (Une haine aveugle), il travaille comme pompiste dans une station-service.

#### Voitures utilisées
- Alfa Romeo Giulia
- Alfa Romeo Giulietta nuova
- Audi 90 Quattro B2
- Audi 80 B3
- Alfa Romeo 75
- Alfa Romeo 155
- Alfa Romeo 156
- Alfa Romeo 159

### Avocats

#### DoktorRenz
Depuis la fin du premier épisode de la première saison, Matula travaille en collaboration avec un avocat. Le premier est Me Dieter Renz (épisodes 1 à 60) (1981-1988), un homme nettement plus âgé que lui. Il vient d'un milieu modeste, ce qui l'a motivé à devenir un bourreau de travail. On sait aussi qu'il est divorcé (épisode 3). Il prend sa retraite à la fin de l'épisode 60, et va s'installer en Toscane.

#### DoktorFranck
Me Rainer Franck (épisodes 60 à 149) (1988-1997) prend la succession de Me Renz. Il est célibataire, habite dans les locaux de son bureau et possède un chien, Umba, un Golden retriever qui l'accompagne partout.

#### DoktorVoss
En 1997, Me Franck est nommé professeur à la faculté de droit de Berlin. Matula entre alors au service d'un avocat plus jeune que lui, Me Johannes Voss (épisodes 149 à 182) (1997-2000). Ce nouvel avocat est nettement plus jeune que Matula, et leurs rapports sont donc très différents de ceux qui reliaient le détective et Me Renz. Alors que Matula partageait des parties de billard avec ses deux précédents associés, il joue bien plus souvent au baby-foot avec le jeune avocat, qui pratique aussi la boxe.

#### DoktorLessing
Me Voss est assassiné lors de l'évasion d'un dangereux criminel en plein tribunal, au début de l'épisode 182. C'est là que Matula fait la connaissance d'un jeune procureur, Me Markus Lessing, qui est aussi un ami et un ancien camarade d'étude de Voss. Ensemble, ils vont collaborer pour retrouver le meurtrier de leur ami commun. A la fin de l'épisode, Lessing démissionne de son poste de procureur pour devenir avocat. Et il s'associe avec Matula pour une période qui va durer jusqu'en 2013  (épisodes 182 à 300) (2001-2013).

### Secrétaires
Dans les premiers épisodes, le spectateur n'a pas véritablement d'informations sur son secrétariat ou le fonctionnement de son étude. Au début de l'épisode 24, on découvre sa secrétaire, Helga Sommer, qui va accompagner Matula, malgré ses changements d'associés, durant plus de 24 ans (épisodes 24 à 256) (1984-2008).
En 2008, Helga est remplacée par Kristin Wernstedt (épisodes 257 à 300) (2008-2013).

### Commissaires et procureurs
Au cours des épisodes, le chemin de Matula croise de nombreux inspecteurs, commissaires de police et procureurs. Malgré les nombreux services qu'il rend de fait à la justice en démasquant les vrais coupables dans les affaires qu'il traite, il est peu apprécié par les commissaires en particulier, d'une part parce que la profession de détective privé est  mal vue au sein des forces de l'ordre, d'autre part parce que Matula est lui-même un ancien policier, qui a démissionné en mauvais termes avec ses collègues et supérieurs. Ceux-ci n'hésitent d'ailleurs jamais à le soupçonner, voire à le poursuivre et à l'arrêter, comme dans Risques et périls (saison 4, épisode 2) et Un mort à l’aube (épisodes 27-29).
Les principaux acteurs jouant le rôle de commissaire sont Thomas Thieme, Jürgen Schmidt, Hans Martin Stier, Christian Pätzold et Hans Georg Panczak. Le rôle de procureur est tenu dans plusieurs épisodes par Dietrich Hollinderbäumer.
Dans les épisodes de la période de collaboration avec Me Lessing, le rôle des commissaires est moins secondaire et on les voit régulièrement revenir dans plusieurs épisodes: les commissaires Allberg (rôle tenu par Thomas Anzenhofer), Scharnow (Thomas Bestvater), Enders (Christian Koerner) et Wrobel (Thomas Balou Martin) apparaissent tous dans plusieurs épisodes.

## Diffusions
En France, la série a été diffusée à partir du 25 mars 1991 sur TF1, puis du 1er septembre 1992, au 20 mars 1993 sur TF1.
Rediffusion à partir du 14 octobre 1994 sur France 2, et France 3 à partir du 14 mai 1995 jusqu'au 16 novembre 1999. La série, est désormais rediffusée l'après midi du lundi au vendredi à la place de la série Inspecteur Derrick dès le 27 mai 2013 sur France 3, avec dans la foulée la programmation des épisodes inédits. La série, est aussi rediffusée sur 13ème rue, RTL9 et AB1. En Suisse la série est diffusée sur TSR2 et sur TSR1, en Belgique sur La Une et en Italie sur Rai 2 et Rai 3.
La série est rediffusée depuis le mardi 14 mai 2019, à partir de 13h50 sur France 3[réf. souhaitée].

## Nouvelle version
À la suite du départ des personnages de Joseph Matula et de maître Markus Lessing, la ZDF décide de poursuivre la série avec un nouveau duo, plus moderne et dans une nouvelle atmosphère. La diffusion des nouveaux épisodes sans Matula est diffusée à partir du 9 mai 2014 sur la ZDF.

## Autour de la série
Le format de diffusion classique en version française est de 60 minutes. Les épisodes 1, 60, 149 et 200 d'une durée de 90 minutes en version allemande sont réduits à 60 minutes pour la télévision francophone.
En France, la musique du générique original a été remplacée par une orchestration de Gérard Salesses le compositeur du Club Dorothée, la série étant distribuée par AB Productions.
Depuis la diffusion de la série sur France 3, le thème original composée par Klaus Doldinger est finalement utilisé.
Un cas pour deux est une des plus longues séries policières allemandes avec Le Renard (depuis 1977), Tatort (depuis 1970) et Polizeiruf 110 (depuis 1971), Soko Section Homicide (depuis 1978) et Derrick (de 1974 à 1998, 281 épisodes).
Plusieurs acteurs se sont succédé pour tenir le rôle de l'avocat ami de Matula :
- Günter Strack jusqu'en 1988. L'acteur est décédé d'une crise cardiaque en 1999.
- Rainer Hunold jusqu'en 1997. L'acteur joue dans une nouvelle série depuis 2005, où il a le rôle principal d'un procureur (Der Staatsanwalt)
- Mathias Herrmann jusqu'en 2000. Déjà sur le déclin, la ZDF a perdu la moitié des téléspectateurs de la série par rapport à la période Matula/Franck[12]. Le pari sur le couple avocat/jeunesse et détective/expérience n'a pas séduit le public allemand. Pour relancer la série, le personnage de Maitre Voss est tué dans l'épisode 182 (Demain, tu seras mort ; Morgen bist du tot).
- Paul Frielinghaus, entre 2000 et 2013.

La secrétaire Helga (Renate Kohn) fait sa première apparition dans l'épisode 24 en 1984 et tient son rôle jusqu'à l'épisode 256 en 2008. C'est le personnage qui restera le plus longtemps dans la série après Joseph Matula. Elle sera remplacée par Kristin Wernstedt, à qui les scénaristes donnent une place un peu plus importante qu'à Helga, prenant plus d'initiatives. Me Lessing l'a invitée un jour à l'opéra (Matula ne supportant pas la musique classique), sans que la relation n'aille plus loin.
Depuis 2005 et la 25e saison, de nouveaux acteurs s'occupent du doublage français de la série. France 2 fait désormais doubler la série en Belgique pour alléger le coût du doublage. Les acteurs français, dont certains doublaient la série depuis ses débuts, ont été congédiés sans préavis.[réf. nécessaire] Le doublage des derniers épisodes avec Matula et Lessing ont été assurés par des acteurs des Studios de Saint-Ouen.
Il est arrivé à Claus Theo Gärtner de réaliser un épisode, comme Rêves brisés en 2005 ou Le prix du chantage en 2007, ou encore Sous pression en 2009.
Dans la saison 33 épisode 5 La conclusion, Joseph Matula a le générique de la série comme sonnerie sur son téléphone portable .
En 2013, France 3 diffuse les saisons avec l'avocat Rainer Franck. Détail intéressant : le générique a été modifié par rapport aux diffusions des années précédentes, donnant au passage un coup de jeune à la série.
Il y a des épisodes plus notables que d'autres. Dans l'épisode Meurtres en duo, Me Franck passe la main à Me Voss, après avoir reçu une balle qui a failli lui coûter la vie et a préféré aller enseigner. Dans le scénario de l'épisode Demain, tu seras mort, Me Voss est assassiné. Jugé trop jeune par les téléspectateurs, la production le remplace par Me Markus Lessing, plus consensuel. Dans l'épisode Sous pression, Matula sauve la vie de la petite amie de l'avocat, après avoir reçu un coup de couteau dans l'épaule. Dans L'affaire Matula, celui-ci est accusé de meurtre sur un jeune policier. Pour l'occasion, Josef porte moustache et barbichette, et a changé de voix, celle de Pascal Germain… Dans le dernier épisode, intitulé La Conclusion, Me Lessing déclare à Matula qu'il souhaite s'établir en Amérique du Sud comme éleveur de bétail. Il laisse Matula, seul, qui s'en va tête basse…
Les scénaristes ont parfois tendance à faire des fins elliptiques, comme dans le cas où Matula ramène une jeune fille enlevée en voiture vers une destination inconnue, sans que l'on sache comment il a bien pu faire pour la retrouver[Quand ?].

## Commentaires
Certaines critiques ont vu dans le personnage de Matula un « macho vieillissant » en veste de cuir, à la voix rauque et aux mots durs, qui conduit son éternelle Alfa Romeo. Le détective, toujours célibataire, habite un simple studio, au milieu duquel trône une table de billard, à côté de son frigo à bières. Il doit chaque fois discuter avec ses clients de ses tarifs, ce qui prouve sa précarité financière. Il accepte les missions les plus difficiles et n'abandonne jamais. Comme s'il s'agissait d'un rituel, il se bat au moins une fois par épisode (même si la bagarre est parfois remplacée par une vile attaque dans laquelle il est frappé par derrière). Ces caractéristiques du personnage ont fait dire à la critique qu'il incarnait un « symbole ouest-allemand de constance et de virilité ».

## Spin off
- Matula - la série est une série de téléfilms marquant le retour de Joseph Matula interprété par Claus Theo Gärtner

## Produits dérivés

### DVD
Depuis 2004 sont rééditées en Allemagne, et donc en langue allemande, les premières saisons. Chaque DVD comporte deux ou trois épisodes.
- 2004 : DVD 1-2-3 (épisodes 1 à 6)
- 2005 : DVD 4-5-6-7-8-9 (épisodes 7 à 18)
- 2007 : DVD 10-11-12-13 (épisodes 19 à 27)

En France, le 28 juin 2022, sort la première saison via l'éditeur Elephant Films contenant les cinq épisodes.